# Národní obec fašistická
Die Národní obec fašistická (kurz NOF, zu deutsch Faschistische Volks-Gemeinde oder Faschistische Volks-Gemeinschaft) war eine tschechische faschistische Kleinpartei in der Tschechoslowakei und im Protektorat Böhmen und Mähren. Sie war die wichtigste Komponente des tschechischen Faschismus der Vorkriegszeit. 1933 stand sie hinter den Vorbereitungen für einen gescheiterten Staatsstreich, 1939 wollte sie sich, ohne Erfolg, als eine der Okkupationsmacht freundlich gesinnte Protektoratsregierung etablieren, was bei den Protektoratsbehörden jedoch keinen Zuspruch fand. Ihr Vorsitzender war Radola Gajda.

## Ideologische Ausrichtung
Die Národní obec fašistická, wie auch die übrigen faschistischen Kleinparteien und Gruppierungen in der Vorkriegstschechoslowakei, orientierten sich am italienischen Faschismus, was sich schon in der Symbolik der Parteilogos manifestiert (Abzeichen, Wappen). Bereits nach dem Marsch auf Rom 1922 entstanden auch in der Tschechoslowakei die ersten Gruppierungen, aus der sich später der sog. „Tschechischer Faschismus“ entwickeln konnte. Sie übernahmen einige Komponenten des italienischen Faschismusideologie wie Ablehnung der parlamentarischen Demokratie und die nationalistischen Elemente; anders als in Italien war der tschechische Faschismus jedoch stark antisemitisch und beinhaltete außerdem eine starke panslawische Komponente. Nationalsozialistische Tendenzen spielten keine Rolle. Dies zeigte sich deutlich in der Einstellung der NOF Deutschland gegenüber schon zu Beginn der Münchner Krise. Bereits während der 1920er Jahre waren die tschechischen Faschisten eindeutig antideutsch eingestellt. 1939 setzte sich die NOF gegen die Annahme des Münchner Vertrags und für die Verteidigung des Staates ein. Insgesamt wird festgestellt, dass die führenden überzeugten Faschisten der NOF sich in der Zeit des Protektorats zurückgezogen haben (so auch Gajda), während nur Karrieristen zum Kollaborantentum neigten.

## Geschichte
Die Národní obec fašistická wurde am 23. März 1926 durch den Zusammenschluss einiger Gruppierungen gegründet, die sich bereits in der ersten Hälfte der 1920er Jahre für die faschistische Idee interessierten. Ihr Gründer und Vorsitzender war Radola Gajda, ein Teilnehmer und wichtiger Kommandant der Tschechoslowakischen Legionen im Ersten Weltkrieg und bis 1926 General der tschechoslowakischen Armee. Programmatisch bekannte sich die Partei zum italienischen Faschismus von Mussolini, ihr Programm beinhaltete unter anderem die Bildung eines totalitären Staates nach dem italienischen Muster. Sie ist meist mit radikal antijüdischen Parolen aufgetreten, allerdings war sie auch antideutsch eingestellt (nach dem Münchner Abkommen stellte sie sich auf die Seite der Verteidiger der staatlichen Souveränität). Im Umkreis der Partei wirkten verschiedene Jugendorganisationen wie „Omladina“ „Obrana“ oder „Junáci NOF“, die zum Teil als paramilitärische Gruppen organisiert wurden, ferner die Studentenorganisation „Fašistické studentské sdružení“, der Verband für Frauen „Fašistická pomoc“ und andere. Zu den Presseorganen zählten unter anderem „Stráž říše“, „Fašistické listy“ oder „Národní věstník“.
Die Partei erlangte nie eine besondere Bedeutung. Ihre Verbreitung war am größten während der wirtschaftlichen Krise der 1920er Jahre, vor allem in den ländlichen Gebieten aber auch in einigen Industriezentren in Prag, Brünn, Pardubice oder Ostrau. Bei den Parlamentswahlen 1929 bekam sie dann jedoch lediglich 0,9 % der Stimmen und 1935 2 % der Stimmen, Erfolge konnte sie nur lokal verzeichnen wie beispielsweise bei den Kommunalwahlen 1932 im südböhmischen Týn nad Vltavou, wo sie mit 7 von insgesamt 30 Mandaten in der Gemeindevertretung zur stärksten Kraft wurde.

## Putsch von Židenice
Im Januar 1933 misslang ein Versuch der NOF, an die Macht zu kommen. Einige Mitglieder der NOF, teilweise ehemalige oder noch aktive Offiziere und Generäle der tschechoslowakischen Armee unter der Leitung von Ladislav Kobsinek, überfielen eine Armeekasserne in Židenice in Brünn mit dem Ziel, einen Staatsstreich anzuleiten. Die Aktion ging in die Geschichte unter dem Namen Putsch von Židenice (Židenický puč) ein. Der Putschversuch wurde recht schnell abgewehrt und gehörte zu den wenigen Fällen, die vor dem für solche Angelegenheiten errichteten sog. „Staatsgericht“ verhandelt wurden. Die Urteile, die relativ mild ausfielen, wurden später im März 1934 durch das Höchste Gericht erhöht: der Anführer Kobsinek erhielt 12 Jahre Haft; Gajda, der im ersten Prozess nicht verurteilt wurde, 6 Monate, weil seine direkte Beteiligung am Putsch nicht bewiesen werden konnte.

## NOF im Protektorat
Nach der Errichtung des Protektorats Böhmen und Mähren hatte Národní obec fašistická 1939 mit anderen rechtsextremen und faschistischen Gruppen wie Vlajka oder Akce národní obrody ein sogenanntes Český národní výbor („Tschechischer Nationalausschuss“) unter Gajdas Führung gebildet, der im Sinne des Okkupationsregimes eine Regierung stellen sollte. Die deutschen Stellen zogen dann jedoch die vom Präsidenten Emil Hácha favorisierte Regierung aus den ehemaligen tschechischen Koalitionsparteien vor. Národní obec fašistická ging in der Organisation Národní souručenství auf, obwohl sie organisatorisch nach September 1940 – ohne Gajda – erneuert wurde, bis sie zum 1. Januar 1943 auf Betreiben von Emanuel Moravec, Minister in der Protektoratsregierung und Kollaborateur mit den Nationalsozialisten, aufgelöst wurde.
Nach dem Kriegsende wurde die Národní obec fašistická nicht mehr erneuert.